# Diplazium alatum
Diplazium alatum är en majbräkenväxtart som först beskrevs av Hermann Christ och som fick sitt nu gällande namn av R.Wei och X.C.Zhang.
Diplazium alatum ingår i släktet Diplazium och familjen Athyriaceae. Inga underarter finns listade i Catalogue of Life.